# Хотел „Мажестик”
Хотел „Мажестик“ се налази у Београду, на територији градске општине Стари град.  Подигнут је 1937. године и представља непокретно културно добро као споменик културе.
Изграђен је по пројекту архитекте Милана С. Минића који је био не само пројектант и извођач радова, већ и власник објекта. Хотел сачињавају два објекта, пројектована за ову намену, која формирају јединствену функционалну целину. Први изграђени објекат подигнут је 1936, а дограђен 1940. године, на парцели која у односу на прву стоји под правим углом.
Прва зграда хотела „Мажестик“ пројектована је као репрезентативни хотел, има подрум, приземље, галерију и шест спратова. Објекат је зидан у масивном конструктивном склопу, са носећим зидовима од пуне опеке и армирано-бетонским, хоризонталним и вертикалним серклажима. Кровна конструкција сале је армирано-бетонска шкољка са кружним прстеном који прихвата ободна ребра. Централно формирана кружна површина застакљена је стакленим призмама преко којих сала добија и природно осветљење. Кровну конструкцију сале носи низ стубова кружног пресека, који су лоцирани уз масивни кружни зид.
Хотел „Мажестик“ је најзначајније остварење архитекте Милана Минића којим се уклопио у савремене европске тенденције. Објекат је синтеза архитектуре, ликовне и примењене уметности, што се огледа и у обликовању фасада и обради ентеријера.